# Bartolomeo Gallo
Bartolomeo Gallo (Torino, 13 settembre 1897 – Torino, 1970) è stato un ingegnere italiano.

## Biografia
Nato a Torino nel 1897, ingegnere come il padre Giuseppe, da cui erediterà negli anni venti del Novecento molti cantieri di edilizia religiosa lasciati incompiuti, Bartolomeo sarò protagonista sia di importanti completamenti “mimetici” di chiese (una fra tutti quello della Santissima Annunziata in Via Po a Torino), sia di più aggiornate sperimentazioni di gusto novecentista, sempre nell’ambito dell’architettura ecclesiastica. 
Studioso dilettante, ma curioso e informato, dell’architettura del XVIII e XIX secolo, interverrà, in modi ancora alieni da una concezione scientifica del restauro, su edifici storici significativi, di Bernardo Vittone e di Juvarra (Galleria Grande della Venaria Reale), non disdegnando al tempo stesso studi critici su figure ancora sostanzialmente sconosciute dell’eclettismo ottocentesco (come Giovanni Battista Schellino). 
Alla sua attività di ingegnere affiancherà altre passioni, come quella per la fotografia e, soprattutto, per le arti figurative contemporanee, espressa anche nella partecipazione al mondo associazionistico culturale torinese, in particolare al Circolo degli Artisti, di cui stilerà la prima sommaria ricostruzione storica.

## Opere
Progetti principali
1890-1953 Chiesa e casa parrocchiale di Santo Stefano, Priocca (CN)*
1891-1905, 1949 Chiesa del nuovo monastero di Santa Chiara, Bra (CN)*
1891-1954 Chiesa e convento di San Bernardino da Siena, Torino* 
1892-1945 ca. Chiesa di Sant'Andrea, Bra (CN)*
1894-1917, 1944-1945 ca. Chiesa del Divin Redentore e Villa Angelica, Torino*
1898-1926, 1939 Chiesa di San Francesco di Sales ("delle Sacramentine"), Torino*
1898-1932 Chiesa dei Santi Cosma e Damiano, San Damiano d'Asti (AT)*
1900-1903, 1929-1946 Chiesa di San Bartolomeo, Valfenera d'Asti (AT)*
1903-1954 Chiesa parrocchiale della Santissima Annunziata, Torino* 
1904-1928 Chiesa parrocchiale di Gesù Nazareno, Torino* 
1906-1927 Chiesa del Sacro Cuore di Gesù, Torino*
1908-1950 Chiesa dei Santi Paolo ed Elisabetta, Biella*
1911-1924, 1929-1950 ca. Sacro Monte, Oropa (BI)*
1911-1927, 1934-1942, 1965 Chiesa e oratorio del Sacro Cuore di Gesù, Casale Monferrato (AL)* 
1922-1932 Chiesa di San Pietro con le chiavi, Asti*
1946 Torre Solferino, Torino (concorso)
(i progetti con * sono stato oggetto di intervento sia di Giuseppe che di Bartolomeo Gallo)

## Archivio
L'archivio Gallo  è stato acquistato pressi gli eredi Gallo dalla Fondazione 1563 per l’Arte e la Cultura della Compagnia di San Paolo tra 2005 e 2006. 
Alla prima acquisizione, relativa all'archivio privato di Giuseppe Gallo (1860-1927), ne è seguita nel 2006 una seconda, incentrata sui disegni del figlio Bartolomeo (1897-1970), unitamente ad un cospicuo numero di stampe fotografiche degli anni Sessanta del Novecento.